# カールトン・フットボールクラブ
カールトン・フットボールクラブ（The Carlton Football Club）は、 ビクトリア州メルボルンに拠点を置くオーストラリアンフットボールクラブである。愛称はザ・ブルーズ（the Blues）。 1864年にメルボルン郊外のカールトンで設立されたクラブは、 オーストラリアフットボールリーグ （以前のビクトリアンフットボールリーグ）に参加している。1896年に設立されたリーグの8つの創設クラブの1つである。 
クラブの本部とトレーニング施設は、伝統的なホームグラウンドであるプリンスィズ・パーク（カールトン）にあり、現在はドックランズ・スタジアム （現在はマーベルスタジアムとして知られている）またはメルボルン・クリケット・グラウンドのいずれかでホームゲームを開催している。カールトンは歴史的にAFLで最も成功したクラブの1つであり、 シニアVFL/AFLプレミアシップで16回の優勝を果たしている。この優勝回数はエッセンドンと共に最多タイ記録である。これ以前にもシニア・プレミアシップで6回優勝を果たした（ヴィクトリア州フットボール協会での2回を含む）。クラブは、2017年に設立されたAFL女子リーグにも女子チームを送り出している。

## 実績

### タイトル獲得歴
| Premierships                     |                            |          | |
| プレミアシップ                   |                            |          | |
| 大会                             | レベル                     | 優勝回数 | 優勝年                                                                                               |
| VFL / AFL                        | シニア                     | 16       | 1906、1907、1908、1914、1915、1938、1945、1947、1968、1970、1972、1979、1981、1982、1987、1995       |
| VFA                              | シニア                     | 2        | 1877、1887                                                                                           |
| ヴィクトリアン・プレミアシップ   | シニア                     | 4        | 1871、1873、1874、1875                                                                               |
| VFL / AFL                        | リザーブリーグ             | 8        | 1926、1927、1928、1951、1953、1986、1987、1990                                                       |
| VFL / AFL                        | 19歳以下                   | 6        | 1948、1949、1951、1963、1978、1979                                                                   |
| その他のタイトルと栄誉           |                            |          | |
| オーストラリア選手権             | シニア                     | 2        | 1968、1970                                                                                           |
| チャレンジカップ                 | シニア者                   | 1        | 1871                                                                                                 |
| オーストラリアフットボール選手権 | ナイトプレミアシップ       | 1        | 1983                                                                                                 |
| VFL / AFL                        | マクレランドトロフィー     | 5        | 1969、1979、1985（同率）、1987、1995                                                                 |
| AFL                              | プレシーズンプレミアシップ | 3        | 1997、2005、2007                                                                                     |
| その他                           |                            |          | |
| VFL / AFL                        | マイナープレミアシップ     | 16       | 1906、1907、1908、1910、1914、1916、1921、1932、1938、1941、1947、1972、1976、1979、1981、1987、1995 |
| VFL / AFL                        | 準優勝                     | 13       | 1904、1909、1910、1916、1921、1932、1949、1962、1969、1973、1986、1993、1999                         |
| VFL / AFL                        | ウッドゥンスプーン         | 5        | 2002、2005、2006、2015、2018                                                                         |
| AFLW                             | 準優勝                     | 1        | 2019年                                                                                               |